# Fenner (New York)
Fenner è un comune degli Stati Uniti d'America, situato nello Stato di New York, nella contea di Madison.